# Mona Martínez
Mónica Martínez (Málaga, 16 de abril de 1968), más conocida como Mona Martínez, es una actriz de cine y teatro española.

## Biografía
Martínez comenzó su carrera artística en el baile, disciplina a la que brindó 10 años de su vida profesional. En el 2000 se trasladó a Madrid para formarse y trabajar en el arte dramático.
En 2002, hizo su debut como actriz en la serie Padre coraje bajo la dirección de Benito Zambrano. Esto le abrió las puertas a su carrera televisiva, teatral y cinematográfica lo que le llevó a trabajar bajo la dirección de grandes direcciones cinematográficas como Fernando Colomo en Al sur de Granada, Andrea Jaurrieta en Ana de día, Rodrigo Sorogoyen en la película El Reino, Alejo Flah en Taxi a Gibraltar, así como su trabajo bajo las órdenes de Paco Cabezas en Adiós por la que obtuvo su primera nominación en los Premios Goya a Mejor Actriz de Reparto. En las series cabe destacar sus papeles en Vis a Vis, Anclados, Vota a Juan y la serie dirigida por Los Javis Paquita Salas. Su carrera teatral ha estado marcada por trabajar bajo la dirección de grandes directores como Ernesto Caballero, Salva Bolta, Albert Boadella, Jaroslaw Bielski, Miguel Narros, Juan Carlos Pérez de la Fuente y José Luis Arellano con el que trabajó en la obra ¡Ay, Carmela! obra por la que fue nominada a los Premios Hellen Hayes como mejor actriz en el año 2012.
En 2024 participa en la serie "Mamen Mayo", protagonizada por Silvia Abril.
En 2024 interviene como actriz de reparto en la película de Sandra Romero "Por donde pasa el silencio", rodada en la localidad sevillana de Écija.

## Filmografía

### Películas
| Año  | Película              | Director          | Personaje           |
| ---- | --------------------- | ----------------- | ------------------- |
| 2003 | Al sur de Granada     | Fernando Colomo   | Madre niño dormido  |
| 2005 | Camarón               | Jaime Chávarri    |                     |
| 2018 | Ana de día            | Andrea Jaurrieta  | Sole                |
| 2018 | El reino              | Rodrigo Sorogoyen | Jueza Costa         |
| 2019 | Adiós                 | Paco Cabezas      | María               |
| 2019 | Terminator: Dark Fate | Tim Miller        | Vendedora Calle     |
| 2019 | Intemperie            | Benito Zambrano   | Mujer Entrada Cueva |
| 2019 | Taxi a Gibraltar      | Alejo Flah        | Justine Faithfull   |
| 2022 | Las niñas de cristal  | Jota Linares      | Norma               |

### Cortometrajes
| Año  | Película   | Director      | Personaje |
| ---- | ---------- | ------------- | --------- |
| 2018 | La guarida | Iago de Soto  | Antonia   |
| 2018 | Block 24   | Fernando Pozo | Alba      |

### Series de televisión
| Año             | Serie                  | Canal               | Personaje              | Episodios    |
| --------------- | ---------------------- | ------------------- | ---------------------- | ------------ |
| 2002            | Padre coraje           | Antena 3            | Rosi                   | 3 episodios  |
| 2002            | Periodistas            | Telecinco           |                        | 1 episodio   |
| 2002-2007       | El comisario           | Telecinco           | Varios personajes      | 4 episodios  |
| 2003            | Javier ya no vive solo | Telecinco           |                        | 1 episodio   |
| 2003            | Despacito y al compás  | TV3                 |                        | TV-Movie     |
| 2006            | Hospital Central       | Telecinco           | Julia                  | 1 episodio   |
| 2008            | El síndrome de Ulises  | Antena 3            |                        | 1 episodio   |
| 2009            | La chica de ayer       | Antena 3            |                        | 1 episodio   |
| 2009            | Paquirri               | Telecinco           |                        | 2 episodios  |
| 2009            | Un golpe de suerte     | Telecinco           | Bárbara                | 31 episodios |
| 2010-2011       | La duquesa             | Telecinco           | Carmen                 | 4 episodios  |
| 2011            | Hispania, la leyenda   | Antena 3            | Curandera              | 2 episodios  |
| 2013            | Isabel                 | La 1                | Sirviente de Aixa      | 1 episodio   |
| 2014            | Cuéntame cómo pasó     | La 1                | Reme                   | 2 episodios  |
| 2015            | Anclados               | Telecinco           | Madre de Raimundo      | 2 episodios  |
| 2015            | Teresa                 | La 1                | La Religiosa de Lisboa | TV-Movie     |
| 2016            | Vis a vis              | Antena 3            | Carlota                | 10 episodios |
| 2018            | Paquita Salas          | Netflix             | Script                 | 1 episodio   |
| 2019            | Vota Juan              | TNT España          | Simona                 | 3 episodios  |
| 2020-2021       | Valeria                | Netflix             | Jefa de Carmen         | 4 episodios  |
| 2020            | Veneno                 | Atresplayer Premium | Mari Carmen Ortiz      | 2 episodios  |
| 2020            | Antidisturbios         | Movistar+           | Leire Costa            | 3 episodios  |
| 2021            | Deudas                 | Atresplayer Premium | Consuelo de la Vega    | 13 episodios |
| 2022 - presente | La novia gitana        | Atresplayer Premium | Mariajo                | ¿? episodios |
| 2024            | Mamen Mayo             | SkyShowtime         | Sebastiana             | 8 episodios  |

## Obras de teatro
| Año  | Título                                                    | Director                       | Compañía           |
| ---- | --------------------------------------------------------- | ------------------------------ | ------------------ |
| 2019 | Las Bárbaras                                              | Carol López                    |                    |
| 2019 | Óscar o la felicidad de existir de Éric- Emmanuel Schmitt | Juan Carlos Pérez de la Fuente |                    |
| 2019 | Mi película italiana de Rocío Bello                       | Salvador Bolta                 |                    |
| 2019 | Un roble de Tim Crounch                                   | Carlos Tuñón                   |                    |
| 2018 | Alguien voló sobre el nido del cuco                       | Jaroslaw Bielski               |                    |
| 2018 | La familia no                                             | Gon Ramos                      |                    |
| 2017 | La Pilarcita                                              | Chema Tena                     |                    |
| 2016 | Dios K                                                    | Víctor Velasco                 |                    |
| 2014 | Rinoceronte                                               | Ernesto Caballero              |                    |
| 2014 | Boomerang                                                 | Ernesto Caballero              |                    |
| 2014 | Montenegro                                                | Ernesto Caballero              |                    |
| 2014 | Ensayando a Don Juan                                      | Albert Boadella                |                    |
| 2014 | La dama duende de Pedro Calderón de la Barca              | Miguel Narros                  |                    |
| 2013 | Yerma de Federico García Lorca                            | Miguel Narros                  |                    |
| 2011 | ¡Ay, Carmela! de José Sánchez Sinisterra                  | José Luis Arellano             |                    |
| 2011 | Mi alma en otra parte de Manuel Mora                      | Xicu Masó                      |                    |
| 2011 | Avaricia, lujuria y muerte                                | Salvador Bolta                 |                    |
| 2010 | La duquesa al hoyo y la viuda al bollo                    |                                | La Pica de Flandes |
| 2008 | Alicia atraviesa el Espejo                                | Jaroslaw Bielski               | Réplika Teatro     |
| 2008 | Cervantes Circus                                          | José Luis Sáiz                 | Nómadas Club       |
| 2007 | Comedias cómicas en el corral de comedias                 | José Luis Sáiz                 |                    |
| 2004 | Alicia                                                    | Jaroslaw Bielski               | Réplika Teatro     |
| 2003 | Cartas cruzadas                                           | José Luis Sáiz                 | Réplika Teatro     |

## Premios y nominaciones
| Premios                           | Premios                                                       |
| --------------------------------- | ------------------------------------------------------------- |
| "El resplandor" de Días de Cine   | Por Adiós (2020)                                              |
| Premios ASECAN del Cine Andaluz   | Mejor Actriz de Reparto por Adiós (2020)                      |
| Los Amadores del Cine             | Mejor Actriz de Reparto por Adiós (2020)                      |
| Los Premios "Los Amores del Cine" | Mejor Actriz Revelación por Ana de día (2018)                 |
| Premios Fénix                     | Elenco nominado a Mejor Ensamble Acotral por Vis a Vis (2017) |
| Festival de Cine de Málaga        | Premio Málaga Cinema (2020)                                   |

| Nominaciones                              | Nominaciones                                          |
| ----------------------------------------- | ----------------------------------------------------- |
| Premios Feroz                             | Mejor Actriz de Reparto por Adiós (2020)              |
| Premios Goya                              | Mejor Actriz de Reparto por Adiós (2020)              |
| Premios de la Unión de Actores y Actrices | Mejor Actriz de Reparto por Adiós (2020)              |
| Premios del Cine Andaluz                  | Mejor Interpretación de Reparto por Ana de día (2018) |
| Premios Hellen Hayes                      | Mejor Actriz por ¡Ay, Carmela! (2012)                 |

Fuentes: